# Valeska Saab
Valeska Alexandra Saab Gómez (Guayaquil, 7 maggio 1984) è una modella ecuadoriana.

## Carriera
Ha rappresentato l'Ecuador in occasione del concorso di bellezza internazionale Miss Mondo 2007 che si è tenuto in Cina il 1º dicembre 2007, e dove la modella è riuscita a giungere sino alle semifinali. Inoltre ha vinto la fascia di Beauty With A Purpose (Miss Mondo Scholarship), a pari merito con Kayi Cheung, rappresentante di Hong Kong.
In precedenza aveva rappresentato l'Ecuador anche a Reina Hispanoamericana 2004.
Di origini libanesi, Valeska Saab è laureata con lode presso la Blue Hill College, dal quale ha conseguito una laurea in affari internazionali. Nel 2009, ha concorso per la Comunità andina nella lista di Madera de Guerrero.